# Anticicló

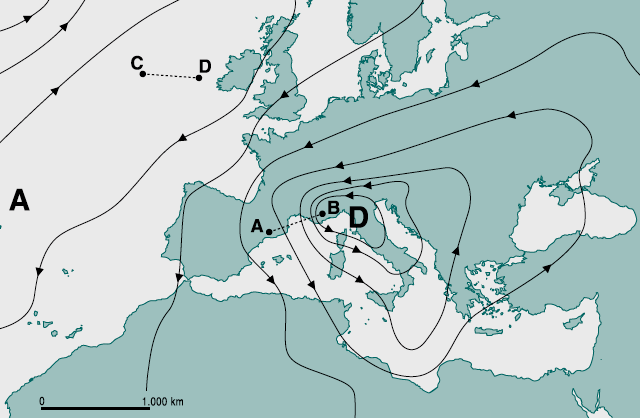
Mapa d'isòbares a Europa. S'observa un anticicló a la zona de l'Atlàntic i una depressió sobre del nord d'Itàlia.

Un anticicló és un nucli d'altes pressions atmosfèriques. És el terme oposat a cicló (nucli de baixes pressions atmosfèriques). L'anticicló es tracta d'un fenomen meteorològic que es pot definir com una circulació de vents a gran escala al voltant d'una regió central d'altes pressions atmosfèriques, que, per la força de Coriolis, gira en sentit horari (dextrogir) en l'hemisferi nord i en sentit antihorari (levogir) en l'hemisferi sud.
En un anticicló la pressió atmosfèrica (corregida a nivell del mar) és superior a la de l'aire que l'envolta. L'aire d'un anticicló és més estable que l'aire que l'envolta i davalla sobre el sòl des de les capes altes de l'atmosfera, produint-se un fenomen anomenat subsidència que limita la formació de núvols.
En els mapes meteorològics en català les altes pressions es mostren amb una A. En anglès i en alemany amb s'empra una H.
Els efectes en els anticiclons sobre la superfície de la Terra inclouen cels clars com també aire més fred i sec. La boira també es pot formar a partir de la nit dins d'una zona d'altes pressions.
La pressió a la part central de l'anticicló varia normalment entre 1.020 i 1.030 mil·libars al nivell del mar, però a les regions polars pot arribar a ser de 1.050 a 1.080 mil·libars.
Els anticiclons de l'hemisferi nord, quan el seu moviment és cap al nord, a l'hivern, donen lloc a períodes de fred més intens de l'habitual, i cel clar, sense núvols i, per tant, sense precipitacions, com passa amb l'anticicló de Sibèria. Els anticiclons de l'hemisferi nord, quan el seu moviment és en sentit sud, donen, a l'hivern, temps temperat, i a l'estiu, calent i sec.
Als oceans, motivat per la baixa fricció, el vent segueix exactament les isòbares i, per tant, els anticiclons oceànics són molt estables (com per exemple l'anticicló de les Açores).
Els sistemes de la troposfera mitjana com els de l'alta subtropical, desvia els ciclons tropicals al voltant de la seva perifèria i causa una inversió tèrmica que inhibeix la convecció lliure prop del seu centre i crea calitja a sota de la seva base. Els anticiclons en l'aire es poden formar dins de nuclis de baixes pressions calents, com els ciclons tropicals, a causa de l'aire fred descendent des de la part de darrere de canals superiors, com els anticiclons polars, o des d'enfonsaments a gran escala, com l'alta subtropical.

## Història
Sir Francis Galton va descobrir per primera vegada els anticiclons a la dècada de 1860. Són les zones preferides dins d'un patró de flux sinòptica en els nivells més alts de les depressions en el patró de l'ona de Rossby. Els sistemes d'alta pressió s'anomenen alternativament anticiclons. La seva circulació s'anomena de vegades cum sole. Les zones d'altes pressions subtropicals es formen sota la porció descendent de la circulació de la cèl·lula de Hadley. Les zones d'alta pressió de nivell superior se situen sobre els ciclons tropicals a causa de la naturalesa de nucli càlid.
Els anticiclons de superfície es formen a causa del moviment descendent a través de la troposfera, la capa atmosfèrica on es produeix el temps. Les zones preferides dins d'un patró de flux de sinòptica als nivells superiors de la troposfera es troben sota el costat occidental dels tàlvegs. Als mapes meteorològics, aquestes àrees mostren vents convergents (isotaques), també coneguts com a confluència, o línies d'alçada convergents a prop o per sobre del nivell de no divergència, que es troba prop de la superfície de pressió de 500 hPa aproximadament a mitjan troposfera. Com que es debiliten amb l'alçada, aquests sistemes d'alta pressió són freds.

### Cresta subtropical

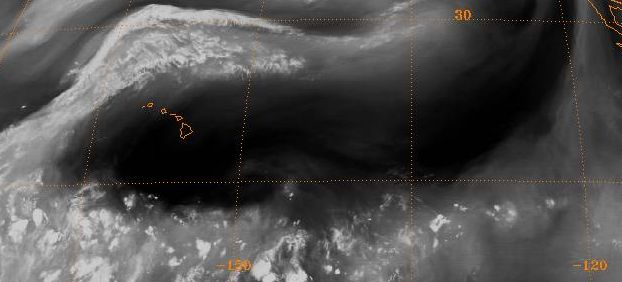
La dorsal subtropical es mostra com una gran zona de color negre (sequedat) en aquesta imatge de satèl·lit de vapor d'aigua de setembre de 2000

L'escalfament de la terra a prop de l'equador força el moviment ascendent i la convecció al llarg de la vaga monsònica o zona de convergència intertropical. La divergència sobre el tàlveg gairebé equatorial fa que l'aire s'elevi i s'allunyi de l'equador a l'aire. A mesura que l'aire es desplaça cap a les latituds mitjanes, es refreda i s'enfonsa donant lloc a una subsidència a prop del paral·lel de 30° dels dos hemisferis. Aquesta circulació coneguda com a cèl·lula de Hadley forma la dorsal subtropical. Molts dels deserts del món són causats per aquestes zones d'alta pressions climatològiques. Com que aquests anticiclons s'enforteixen amb l'alçada, es coneixen com a dorsals de nucli càlid.

### Formació en altura
El desenvolupament d'anticiclons en altura es produeix en els ciclons de nucli càlid, com els ciclons tropicals, quan la calor latent causada per la formació de núvols s'allibera en altura augmentant la temperatura de l'aire; el gruix resultant de la capa atmosfèrica augmenta l'alta pressió en altura que evacua el flux de sortida.

## Concepte
La circulació de l'aire a l'interior d'un anticicló és, a l'hemisferi nord, en el sentit de les manetes del rellotge (dextrogir), i a l'hemisferi sud en sentit contrari a les agulles del rellotge (levogir). El sentit de gir de l'aire és doncs invers al que es dona en un cicló o borrasca (el qual és levogir a l'hemisferi nord i dextrogir a l'hemisferi sud).
Un anticicló tèrmic és el descens d'una massa d'aire pel fet que està més freda que l'entorn. Es produeix quan l'aire baixa per refredament, augmenta la pressió atmosfèrica, i la pèrdua de temperatura és més gran en les capes baixes que en les altes, provocant una inversió tèrmica. Dona un temps sec, assolellat i fred.
Un anticicló dinàmic és el descens d'una massa d'aire pel fet que és empesa cap a la superfície de la Terra per l'advecció (variació d'un escalar en un punt donat per efecte d'un camp vectorial, és a dir, dins del que fa referència a la meteorologia, el procés de transport d'una propietat atmosfèrica) en altura de masses d'aire que la desplacen del lloc on és. Dona temps sec, assolellat i calorós.
L'anticicló es caracteritza per la pressió atmosfèrica que és superior a la de l'aire proper, que produeix un efecte expansiu en aquesta zona. Això ho diferencia de la depressió, la pressió atmosfèrica de la qual és més baixa que l'aire circumdant, la qual produeix un efecte de contracció de l'aire cap al centre de la borrasca.
Anticicló: a les zones on l'aire fred baixa a la pressió normal se li suma la pressió que exerceix l'aire en baixar.
També es poden classificar, per la seva ciclogènesi, en:
- Anticiclons freds: Es produeixen per refredament d'una bossa d'aire que està en contacte amb el terra. Aquest aire es queda bloquejat i no es pot moure ni deixa passar altres sistemes meteorològics.

- Anticiclons càlids: Es formen associats a les zones de la circulació general de l'atmosfera, per convecció des d'altres zones anticiclòniques, que empenyen a l'aire, que havia pujat prèviament, cap avall. Aquest aire és més sec i més fred que el seu entorn, però baixa a refredar-se encara més. A aquesta categoria pertanyen els anticiclons subtropicals com el de les Açores.

- Anticicló mòbil: Es formen entre dues depressions producte de l'efusió d'aire fred són molt petits i porten vents forts, es desfan ràpidament i la millora del temps és d'un o dos dies com a màxim.

## Formació i estructura

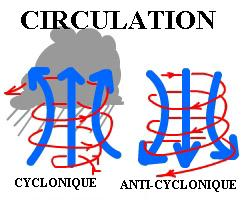
Circulació ciclònica i anticiclònica en l'hemisferi nord i el seu moviment vertical

Els anticiclons es formen a causa del moviment cap avall dins la troposfera, que és la capa de l'atmosfera on tenen lloc els fenòmens meteorològics. L'alta subtropical es forma gràcies a la cèl·lula de Hadley.
El vent flueix des de zones amb altes pressions fins a les de baixa pressió. Això es deu a la diferència de densitat entre les dues masses d'aire. L'aire fred o sec és més dens que el càlid o humit. La massa d'aire més densa flueix cap a les més càlides i humides. El vent serà més fort a mesura que augmenti la diferència de pressions.
Una anàlisi de l'equilibri de les forces a l'origen dels vents mostra que una curvatura anticiclònica de la trajectòria afavoreix els vents més forts, cosa que vol dir que els vents al voltant d'un anticicló són més forts que els que surten del càlcul del vent geostròfic. La força horitzontal de pressió és el principal motor del vent en l'atmosfera lliure i s'observen generalment un cinturó de vents moderats o forts a la perifèria dels anticiclons, però que són febles a la zona central.

## Temps associat[calcitació]
Els anticiclons aporten l'anomenat “bon temps” amb cels clars, ja que el moviment de l'aire és cap a baix (subsidència). Aquesta dinàmica atmosfèrica és perquè en les mitjanes altituds l'aire s'escalfa perquè pateix una compressió adiabàtica i esdevé relativament càlid i sec i, per tant, sense núvols. Segons el desplaçament de l'anticicló la seva capa inferior es pot escalfar o refredar localment en funció de la radiació tèrmica que hi entra o hi surt El balanç tèrmic al sòl depèn de la radiació solar, de la radiació tèrmica que surt del terreny i de la natura del sòl o de l'oceà.
Les capes inferiors de l'anticicló poden també absorbir, per evaporació, de l'aigua que prové dels sòls o dels oceans afavorint aleshores la formació de cúmuls o d'una capa d'estratocúmuls seguida d'un reescalfament solar. A la nit, ja que el balanç tèrmic prop del sòl és fortament negatiu, el refredament de la capa de l'anticicló pot fer la rosada, si el vent és suau com sol passar al centre de l'anticicló.

## Climatologia
En la zona de latitud entre 30 i 35 graus nord els anticiclons hi són més o menys permanents. Aquesta és la part descendent de la circulació atmosfèrica. En efecte, prop de l'equador, on la força de Coriolis és bastant feble, s'estableix una circulació directa de l'aire. En els baixos nivells de l'atmosfera la diferència de temperatures entre l'equador i les zones de més al nord, menys reescalfades, dona lloc a la zona de convergència intertropical on l'aire més calent s'alça a causa de la convergència i del principi d'Arquimedes. A continuació aquest aire es refreda en altitud i davalla més al nord o al sud.
Això dona climatològicament un clima sec a aquestes latituds anticiclòniques i es troben la major part dels deserts. Regionalment, es parla de l'anticicló de les Bermudes que és el mateix que l'anticicló de les Açores, i de l'anticicló del Pacífic a l'oest de Califòrnia.
A les regions àrtiques també hi ha anticiclons de llarga durada ja sia a Sibèria, l'Àrtida canadenca o Alaska, on l'aire frígid a l'hivern, a causa de la nit àrtica, forma una capa d'aire molt densa en superfície i els anticiclons poden perdurar més d'un mes al mateix lloc. A Sibèria els anticiclons són més importants i duradors que al nord d'Amèrica. L'aire àrtic aquest en arribar a zones més meridionals i trobar-se amb aire humit pot donar lloc a importants precipitacions. Per exemple això passa amb l'aire fred siberià quan es troba amb l'aire calent i humit de l'Índia. (monsó d'hivern).

## Importància en el monsó global
Quan l'alta subtropical del Pacífic nord-oest és més forta que la normal porta a un monsó humit a Àsia. La posició de l'alta subtropical afecta els Estats Units. Quan l'alta subtropical es troba força més al nord cap les fronteres dels estats que formen les “quatre cantonades” les tempestes del monsó es pot estendre fins dins d'Arizona. I quan està més cap al sud hi ha secada trencant el règim del monsó.

## Versions extraterrestres[calcitació]
Al planeta Júpiter, n'hi ha dos exemples la Gran Taca Vermella i el format més recent Oval BA. A Júpiter no intervé l'aigua en la formació d'anticiclons sinó que són petites tempestes que s'ajunten. Una altra teoria diu que es tractaria de gasos calents que creixen en una columna de gasos més freds, creant un vòrtex. Aquest és el cas de la taca d'Anne al planeta Saturn i de la Gran Taca Fosca del planeta Neptú. També al planeta Venus s'han trobat anticiclons prop dels pols.